# Samsara (album Yakuzy)
Samsara – drugi album studyjny amerykańskiego zespołu Yakuza.

## Lista utworów
1. Cancer Of Industry
2. Plecostomus
3. Monkeytail
4. Transmission Ends... Signal Lost
5. Dishonor
6. 20 Bucks
7. Exterminator
8. Just Say Know
9. Glory Hole
10. Back To The Mountain